# Bernard Gallay
Pour les articles homonymes, voir Gallay.
Bernard Gallay, né le 7 novembre 1959 à Paris, est un navigateur et entrepreneur franco-suisse. Il a notamment participé deux fois au Vendée Globe (éditions 1992-1993 et 2000-2001) et a terminé sa carrière de navigateur professionnel en faisant la Transat 6.50 en 2005. En 1994, il fonde Bernard Gallay Yacht Brokerage. 

## Biographie

### Rugby
Il a joué en première division de rugby au Racing Club de France de 1980 à 1983 et a été membre de l’équipe de France junior, puis de l’équipe de France militaire au bataillon de Joinville.

### Voile
Il commence à pratiquer la voile en embarquant au pied levé en 1981 sur le voilier Faram Serenissima pour une traversée de l’Atlantique qui s’est soldée par un naufrage sur le retour de la course de la Twostar, puis l’année suivante en 1982, toujours au pied levé, pour une traversée de l'Atlantique, sur Sea Falcon, bateau du navigateur anglais Robin Knox-Johnston.

## Palmarès
- 2005 : 14e sur 72 de la Transat 6.50 sur Bahia Express, voilier dessiné par Sam Manuard et construit en Slovénie.
- 2001 :
  - 8e sur 25 du Vendée Globe sur Voila.fr en 111 j 16 h 7 min[4],[5]
  - 5e de la Transat Jacques-Vabre avec Kito de Pavant[6],[5]
- 1997 : abandon sur la Transat Jacques Vabre avec Patrick de Radiguès[7]
- 1995 : 27e sur 52 de la Solitaire du Figaro
- 1993: finit le Vendée Globe hors-course après deux escales pour cause de problèmes de pilotes automatiques et de structure du gréement[8]
- 1989 : 10e sur 26 (premier bizuth) de la Solitaire du Figaro
- 1986-1987 : demi-finale de la Coupe Louis-Vuitton[précision nécessaire]
- 1986 : 4e de la Twostar avec Robin Knox-Johnston sur British Airways

## Bernard Gallay Yacht Brokerage
L’enseigne de brokerage Bernard Gallay Yacht Brokerage (BGYB) de bateaux de plaisance et de grande plaisance, a été créée en 1994 par Bernard Gallay et Philippe Meylan. En 1996, après 2 ans d’activité, BGYB est devenu membre de la Mediterranean Yacht Broker Association (MYBA), chambre syndicale des courtiers en yachts de la Méditerranée.